# Zizur Mayor
Zizur Mayor là một đô thị trong tỉnh và cộng đồng tự trị Navarre, Tây Ban Nha. Đô thị này có dân số là 11.639 người. Zizur Mayor có diện tích 5.107 km2, nằm ở độ cao 466 m trên mực nước biển.

## Hành chính
| 2007-2011 | Pedro Huarte Iribarren   | Na-Bai   |
| 2003-2007 | Luis Mª Iriarte Larumbe  | UPN-PP   |
| 1999-2003 | Luis Mª Iriarte Larumbe  | AIZM     |
| 1995-1999 | Luis Mª Iriarte Larumbe  | AIZM     |
| 1992-1995 | Luis Ibero Elía          | AIZM     |
| 1987-1992 | Luis Ibero Elía          | AIZM     |
| 1983-1987 | Luis Ibero Elía          | AIZM     |
| 1979-1983 | Victorino Munárriz Gabay | PSN-PSOE |
| 1975-1979 | Victorino Munárriz Gabay | PSN-PSOE |
| 1971-1975 | Victorino Munárriz Gabay | PSN-PSOE |
| 1967-1971 | Victorino Munárriz Gabay | PSN-PSOE |
| 1963-1967 | Victorino Munárriz Gabay | PSN-PSOE |

## Biến động dân số
| Biến động dân số theo thời gian                                         | Biến động dân số theo thời gian | Biến động dân số theo thời gian | Biến động dân số theo thời gian | Biến động dân số theo thời gian | Biến động dân số theo thời gian | Biến động dân số theo thời gian | Biến động dân số theo thời gian | Biến động dân số theo thời gian | Biến động dân số theo thời gian | Biến động dân số theo thời gian |
| 1996                                                                    | 1998                            | 1999                            | 2000                            | 2001                            | 2002                            | 2003                            | 2004                            | 2005                            | 2006                            | 2007                            |
| ----------------------------------------------------------------------- | ------------------------------- | ------------------------------- | ------------------------------- | ------------------------------- | ------------------------------- | ------------------------------- | ------------------------------- | ------------------------------- | ------------------------------- | ------------------------------- |
| 8 248                                                                   | 9 397                           | 10 077                          | 10 686                          | 11 394                          | 11 950                          | 12 474                          | 12 833                          | 13 052                          | 13 197                          | 13 189                          |
| Nguồn: Zizur Mayor/Zizur Nagusia et instituto de estadística de navarra |                                 |                                 |                                 |                                 |                                 |                                 |                                 |                                 |                                 |                                 |

## Khoảng cách đối với các thành phố chính
| Thành phố              | cự ly  |
| Pamplona/Iruña         | 5 km   |
| Tudela                 | 91 km  |
| Elizondo               | 57 km  |
| Isaba(Roncal)          | 94 km  |
| Estella/Lizarra        | 39 km  |
| Sangüesa               | 40 km  |
| San Sebastián/Donostia | 86 km  |
| Zaragoza               | 173 km |
| Madrid                 | 401 km |
| Barcelona              | 435 km |
| Bilbao/Bilbo           | 159 km |
| León                   | 404 km |
| Sevilla                | 945 km |
| Valencia               | 592 km |